# 林偕春
林偕春（1537年—1604年），字孚元，号警庸，晚号云山居士，福建漳浦前塗（今雲霄莆美镇前涂村）人，明朝政治人物，同進士出身，民間尊稱太史公、林太師公並視為神靈膜拜，信仰分布於閩南、粵東、臺灣等地。

## 生平

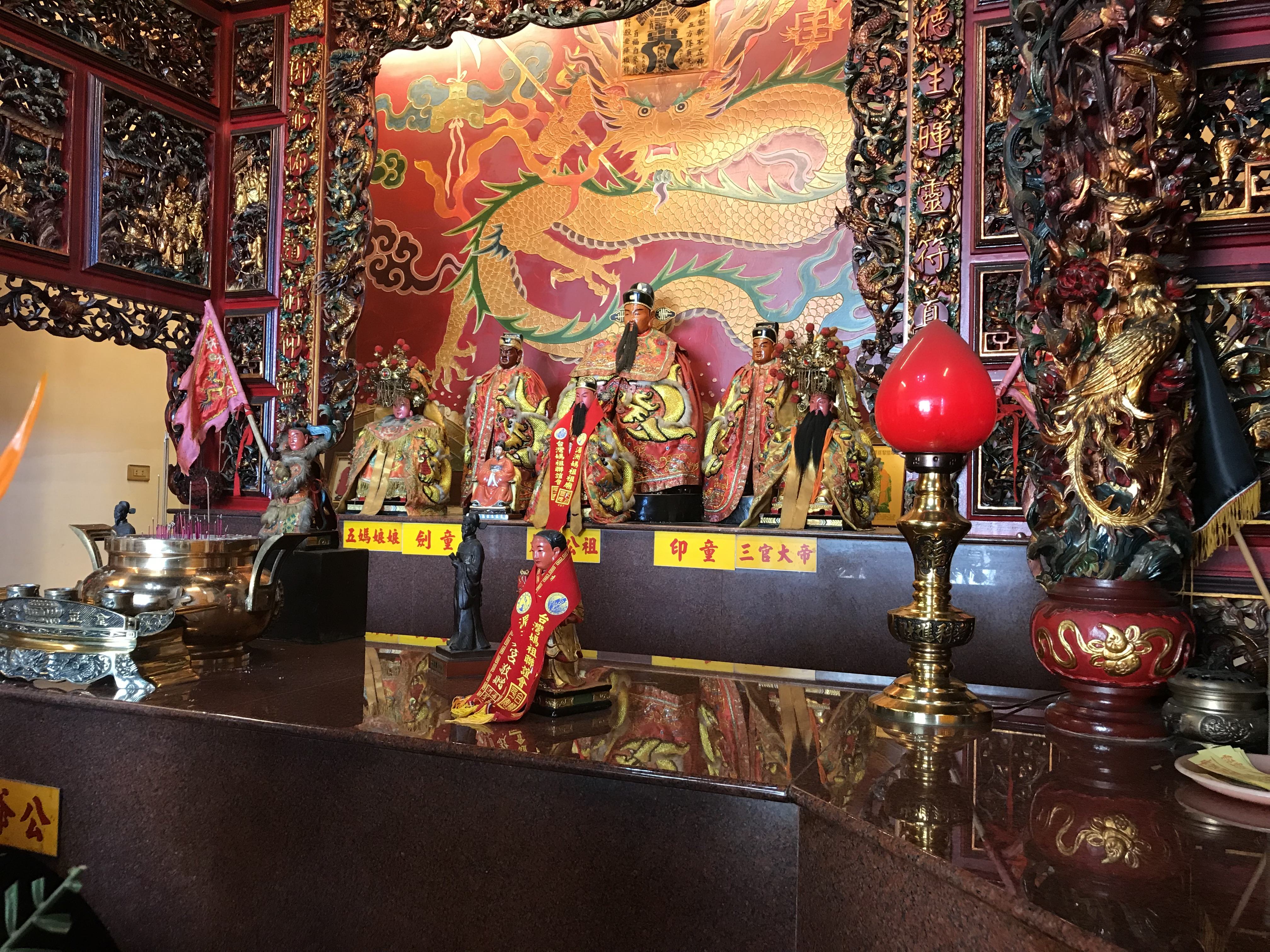
大里永隆宮神像

籍貫福建漳浦葭州郭墩（今雲霄縣东厦镇佳洲村郭墩自然村），其父以葭州近海多盗，舉家徙居前塗（今雲霄縣莆美镇前涂村），偕春遂生長於前塗，幼年即隨父親讀書。嘉靖四十年（1561）中辛酉科福建鄉試第十一名舉人。嘉靖四十四年（1565年）登乙丑科同進士。吏部观政，後選庶吉士，歷翰林院檢討，升編修，以侍讀學士擔任太子太傅。當時適逢廣東饒平一帶盜賊進入詔安、雲霄等地，福建總兵計畫「屠戮遷徙」民眾，並使福建南路參將駐紮於雲霄以控制盜賊，偕春上書漳州太守唐麓陽，主張民眾是歷經侵擾之後為謀生而成為盜賊，又盜賊實際數目不多，就算是時稱「盜藪」的月港、梅嶺盜賊也僅佔十分之二三，剩下全是良民，使得官府收回計畫。
萬曆元年（1573年）林偕春奉詔纂修明世宗、明穆宗兩朝實錄並管理誥敕，二年（1574年）實錄完成，時任首輔張居正要求偕春為其撰述增添褒飾，偕春以「王言有體」的理由拒絕。後偕春出为湖廣按察使司副使，不久上疏乞求致仕归乡。明代地方官府會發放車馬費給致仕官員，但偕春為了不增加地方負擔而辭謝，也因此生活拮据，需要帶著父親及妻子北行上京，途中路費不足時則將家人安置於友人處。
萬曆十年（1582年）偕春曾應鄉民請求，向縣令和巡撫要求免除雲霄公溪舶餉。同年张居正去世，十一年二月起复为等浙江学政。
萬曆十四年（1586年）偕春補江西南贛道兵備副使。當時岑岡一帶發生民變，官員多主張以兵力剿平，偕春則主張「勝小不武，濫殺非仁」，其意見被巡撫接受，成功以撫慰方式平息民變，受到朝廷賞賜。
萬曆十五年（1587年）八月，偕春官至湖广布政使司右参政，分守荆西。當時荊西大旱，偕春組織抗災賑濟，受到百姓讚揚。其卒後受皇帝欽賜祭葬，許多鄉民亦罷市奔喪。

## 家族
曾祖林崇器、祖父林琥、父林文貢，母謝氏，封孺人。其父原為庠生，後封翰林院檢討。兄林大輔、林見春、林常春（庠生）、弟林富春。

## 著述
林偕春曾參與編修《漳浦縣志》、實錄、《承天大志》等書，亦曾著作《三国志摘》、《晋书北史抄略》等書，其個人文集《雲山居士集》被收入於《明史‧藝文志》。

## 思想
林偕春在《安攘要論》一文中主張「安内在息民，息民在擇吏；攘外在練兵，練兵在選將。」「天下之事，實則立，不實則廢。」在《邊防議》一文中則主張透過「任將、保眾、實屯、敕法、恤士」等五方針安定邊防。

## 評價
由於林偕春為官剛正、退隱時嘉惠鄉民，黃道周曾讚嘆林偕春「先正偉人、孝廉雙馨」；民眾則尊稱其為「太史公」、「林太師公」並建廟奉祀。

## 紀念及信仰
雲霄縣莆美镇前涂村留有林偕春故居，2015年11月13日修復完成。
太師公信仰分布於閩南、粵東、臺灣、東南亞等地。其故里雲霄縣东厦镇佳洲村郭墩自然村設有林偕春祖祠堂，同縣云陵镇云山书院（福建省文物保護單位），臺灣臺中市大里永隆宮、南投縣草屯林太師廟等廟皆主祀之。各地廟宇多以雲山書院為祖廟，農曆四月初四為其聖誕。
2011年為林偕春誕辰474周年，當年5月10日雲山書院在雲霄舉行巡安活動，大里永隆宮亦有參與，為兩岸首次太師公聯合巡安活動。

### 新加坡云山宫
林崇德在光绪廿八年（1902年）带领一批祖籍福建漳州云霄的村民在现址（俗称祃山溪）建庙，供奉的是家乡的林太师，所以云山宫也称为太师公庙。云山宫坐落的路就是以林太师命名。此庙坐落于第六道 (Sixth Avenue) 附近，Jalan Lim Tai See （林太师路）27号。

### 泰國
在泰國普吉府，共有3座廟宇供奉林府太師為主神，這些廟又來自福建省閩南地區的華人移民興建。在地華裔以閩南語恭稱其為太師公、林太師。
- 肜雲宮

西元1867年，有一群華工在當地搭建簡陋的茅草屋，以為陳馬祥先生（ตันม้าเสียง）開採錫礦。隨後，這些華工因病而祈求他們自家鄉所尊崇的林府太師的庇佑，竟奇蹟似地痊癒。為了表達感激之情，他們齊心協力建造了一座小巧的茅草屋，並依循中國傳統雕刻神像以供奉。此事一經傳開，許多患病或求取好運的人蜂擁而至，往往都能心想事成。
在西元1892年，陳馬祥與華工人齊心協力從原地主購買了一片土地，隨後修建了一座中式磚石結構的廟宇，稱為“太師俺”。該廟宇坐北朝南，面向東方，正對著從河而來的水流。隨後在西元1914年，廟址的地契登記為陳馬祥與廟方共同所有，佔地1,790坪左右。陳馬祥先生一直擔任廟的管理者直至去世。廟的土地於西元1955年辦理了所有權的重要文件。
- 三廣雲山宮

此廟又陳伯運先生（ตันไปอุ่น）捐贈土地，約於公元1922年贈予該廟，並以陳文成先生(ตันบุ่นเส็ง) 名義與該廟共同登記土地所有權。政府亦任命其為廟管理人。
最初乃以木柱搭建，牆以鐵皮圍攏，屋頂則以茅草覆蓋。隨後更換為鐵皮屋頂並使用水泥柱。在1950年，改建為瓦頂結構。於1994年進行全面整修，形成當今所見之風貌。
- 鎮霞雲山宮

## 註解
1. ↑  或說為祖母之意。[2]
2. ↑  民間傳說其曾於隆慶年間（1567－1572年）侍讀太子，故敬稱為太師。[2]